# South Florida Sun-Sentinel
Il Sun Sentinel (noto anche come South Florida Sun Sentinel e fino al 2008 Sun-Sentinel, stilizzato SunSentinel) è il principale quotidiano di Fort Lauderdale, Florida, dei dintorni di Broward County e del sud di Palm Beach County. Circola in tutte e tre le contee che compongono la South Florida, il giornale con la diffusione maggiore dunque nella regione.